# Некрасов, Всеволод Николаевич
Все́волод Никола́евич Некра́сов (24 марта 1934, Москва — 15 мая 2009, там же) — русский поэт и эссеист, один из лидеров «Второго русского авангарда» и основателей «московского концептуализма». Муж и соавтор Анны Журавлёвой.

## Биография
Родился и жил в Москве. Учился на филологическом факультете Московского городского педагогического института имени Потёмкина.
Входил в Лианозовское сообщество поэтов и художников, наряду с Генрихом Сапгиром, Игорем Холиным и Яном Сатуновским. Был близок с поэтом и писателем Михаилом Соковниным, художниками Эриком Булатовым, Олегом Васильевым, Франсиско Инфанте. Начиная с 60-х годов собрал большую коллекцию живописи, графики и арт-объектов современных ему неофициальных художников (передана в Музей частных коллекций ГМИИ им. А. С. Пушкина), почти со всеми из которых он был знаком лично.
До перестройки публиковал стихи, статьи, визуальные и предметные работы в самиздате, например, в журналах «Синтаксис» (1959), «37», в Папках МАНИ, и за границей, в журналах Tvar (Прага, 1964), «Ковчег», «А — Я», сборниках «Freiheit
ist Freiheit» (Цюрих), «Аполлон-77», Kulturpalast (Вупперталь) и др.
В 70-е годы сотрудничал с издательствами «Детская литература», «Малыш», журналом «Пионер»: консультировал авторов, редактировал рукописи, составил коллективные поэтические сборники «Между летом и зимой»
(1976) и «Сказки без подсказки» (1981). В 1970—80-х годах вместе с А. Журавлёвой работал для Всероссийского театрального общества как критик (в написанной на основе этого опыта книге «Театр Островского» высказаны некоторые важные для Некрасова эстетические идеи). С конца 70-х годов участвовал в акциях группы концептуалистов «Коллективные действия» и в семинаре московского неофициального
искусства («Московский литературно-художественный семинар») А.Чачко и М.Шейнкера.
Организовал выставки из своей коллекции живописи
и графики в Новосибирской картинной галерее в 1990 году, в Литературном Музее в
Москве в 1991 и 1992 годах (программа «Лианозово — Москва» с первой
в России персональной выставкой художника Оскара Рабина), в Бохуме и Бремене в
1992 году, в Тюменском художественном музее в 2002 году. Начиная с 1989 года при жизни автора вышли в свет семь поэтических сборников; книга «Пакет» (1996) кроме стихов включила статьи, писавшиеся с середины 1970-х годов.
Стихи переведены на основные европейские и на японский языки.
Похоронен в Москве на Донском кладбище.

## Творчество
Язык Некрасова — это язык улицы, язык «совка», из которого поэт «выжимал» — путём остранения и двойной рефлексии — скрытые — своей очевидностью! — дополнительные возможности.
— Евгений Степанов

## Книги
- Театр А. Н. Островского. М., 1986 (совместно с А. Журавлёвой)
- Стихи из журнала. — М.: «Прометей» МГПИ им. В. И. Ленина, 1989. — 96 с. — 3000 экз.
- Справка. — М.: Постскриптум, 1991. — 82 с.
- Пакет. — М., 1996 (сборник статей, совместно с А. Журавлёвой)
- По-честному или по другому (Портрет Инфанте).— М.: Либр, 1996. — 104 с.
- Дойче Бух. — М.: Век XX и мир, 1998. — 172 с.
- Лианозово. — М.: Век XX и мир, 1999. — 92 с.
- Стихотворения. — Новосибирск: Артель «Напрасный труд», 2000. — 64 с.
- Живу вижу. — М.: 2002. — 244 с.
- Детский случай. — М.: Три квадрата, 2008.
- Стихи 1956—1983. — Вологда: Библиотека московского концептуализма Германа Титова, 2012. — 592 с.
- Авторский самиздат: 1961—1976. — Москва: Совпадение, 2013.
- Самара (слайд-программа) и другие стихи о городах. — Самара: Цирк Олимп+TV, 2013 — 98 c. (Поэтическая серия «ЦО+TV»)

## Признание
Лауреат премии Андрея Белого в номинации «За особые заслуги перед русской литературой» (2007).

## Статьи о нём
- Библер В. С. Поэтика Всеволода Некрасова // В кн.: Библер В. С. Замыслы. Кн. 2. — М.: РГГУ, 2002, с. 985—1001.
- Костюков Л. Ракурс. Робкие размышления о поэзии Всеволода Некрасова // Дружба народов. — 2001. — № 10.
- Кулаков В. Г. Поэзия как факт. — М.: НЛО, 1999. — 400 с.
- Сухотин М. Конкрет-поэзия и стихи Вс. Некрасова // Памяти Анны Ивановны Журавлёвой (сборник статей). — 2012. — М.: Три квадрата, — С. 647.]
- Сухотин М. О соподчинении текстов в поэзии Вс. Некрасова // Русская драма и литературный процесс: к 75-летию А. И. Журавлёвой — 2013. — М.: Совпадение, — с. 191.
- Янечек Дж. Теория и практика концептуализма у Всеволода Некрасова // Новое литературное обозрение. — 1993. — № 5. — С. 196—201.
- Янечек Дж. Минимализм в современной русской поэзии: Всеволод Некрасов и другие // Новое литературное обозрение. — 1997. — № 23. — С. 246—257.
- Боков Н. Восстание Севы Некрасова // Русская Мысль, Париж, 18-24.4.2002
- Номер журнала Полилог, посвященный Вс. Некрасову